# گراندویو (آیووا)
گراندویو (به انگلیسی: Grandview) شهری در ایالت آیووا کشور ایالات متحده آمریکا است که جمعیت آن در سرشماری سال ۲۰۱۰ میلادی، ۵۵۶ نفر بوده‌است.